# Găgeni (okręg Prahova)
Găgeni – wieś w Rumunii, w okręgu Prahova, w gminie Păulești. W 2011 roku liczyła 2143 mieszkańców.